# توپورینکا
توپورینکا (انگلیسی: Toporinka) یک شهرک در شهرستان بلاگووارسکی باشقیرستان کشور روسیه است.